# Траурница
Траурницата (Nymphalis antiopa) е вид пеперуда, срещаща се и в България. Понякога е давана с латинското наименование Vanessa antiopa.

## Описание
Крилете са с размери 7,6–8,6 cm при мъжките и 7,8–8,8 cm при женските. Цветът им е пурпурночерен със сини петна, оградени от жълта линия по ръба.

## Разпространение
Пеперудата е горски вид, който предпочита местообитания в близост до езера и реки. Основни хранителни растения са видове от
родовете Ulmus, Populus и Salix.